# Impuesto al lujo

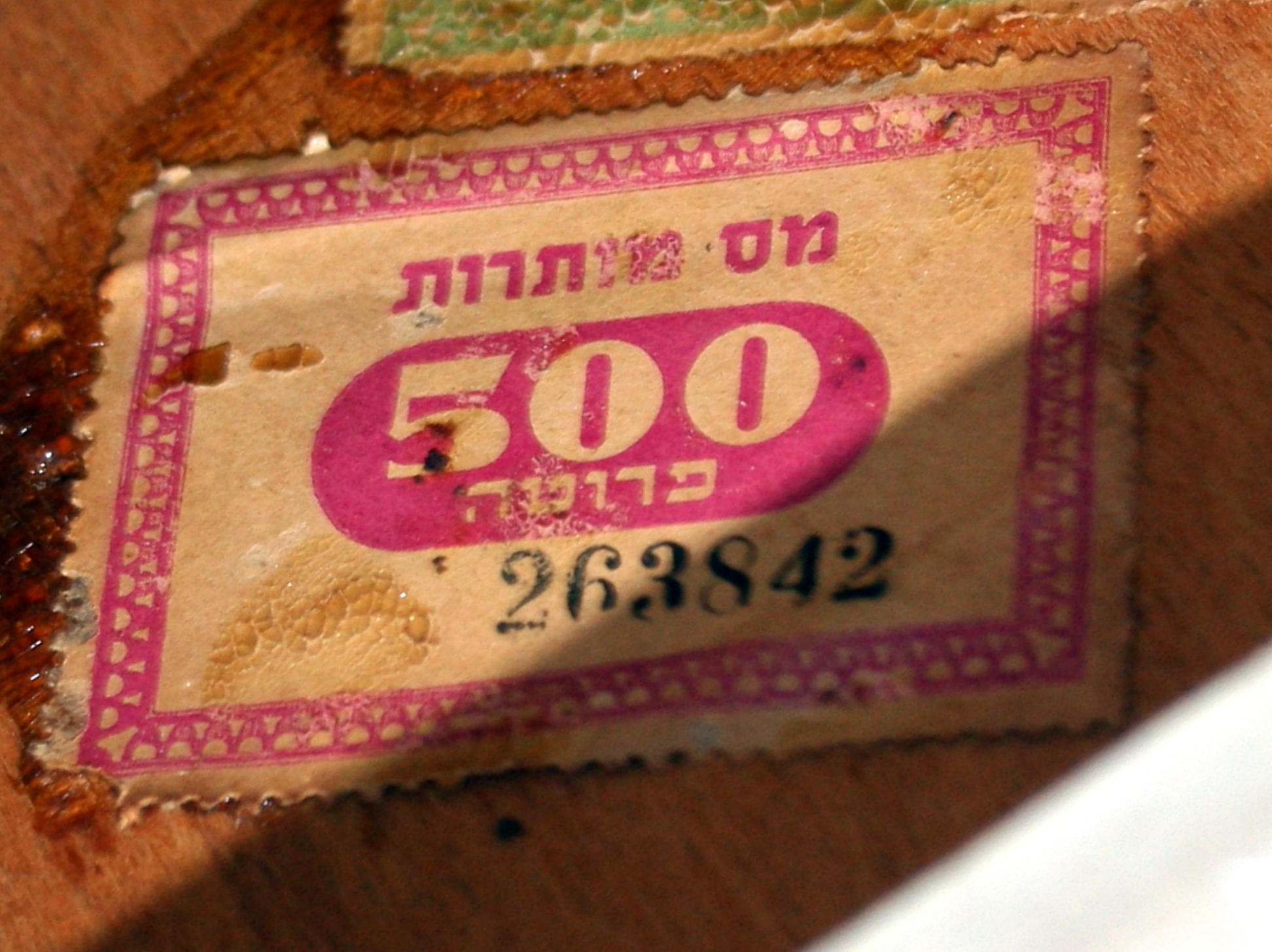
Sello de impuestos de lujo israelí (1949-1952)

El impuesto al lujo es un impuesto o gravamen que se aplica a los artículos de lujo (automóviles, joyas, artículos de arte y yates, entre otros), en distintos países del mundo. En algunos casos se hace para proteger a la industria  nacional, tal es el caso de Argentina, Ecuador y Chile, y en otros para aumentar la recaudación de impuestos, tal es el caso de Italia.